# 龜甲藤壺
龜甲藤壺（學名：Chelonibia testudinaria）是一個藤壺的物種，屬於龜藤壺科龜藤壺属。本物種原生於大西洋、地中海及墨西哥灣，與海龜共生，特別是在赤蠵龜（Caretta caretta）之上。

## 分類學
從歷史上看，龜甲藤壺所屬的龜藤壺属物種只會在海龟身上生長，而同屬的另一物種C. patula卻會在一系列不同種類的宿主身上寄生，包括有：十足目、腹足纲、蝦蛄及海蛇亞科的物種，但在海龜上卻很少見。令人不解的是，為什麼一隻適應如此廣泛宿主的藤壺要避開海龜。兩者在形態上和寄主上都有區別，所以曾被認為是不同的物種。然而，對這對基因差異的檢查表明，它們實際上是同種特異性的。